# Nokia 3310
Nokia 3310 este un telefon conceput și produs de compania Nokia. Telefonul cântărește 133 g cu baterie. Dispozitivul celular are aplicațiile: calculator, cronometru, reminder. Are 4 jocuri incluse: Snake II, Pairs II, Space Impact și Bantumi.